# Kasia Struss
Kasia Struss, właściwie Katarzyna Strusińska (ur. 23 listopada 1987 w Ciechanowie) – polska supermodelka pracująca w Stanach Zjednoczonych, zajmowała 16. miejsce na liście światowych modelek „Top 50 Models” w 2011 roku.

## Kariera
Pracę modelki rozpoczęła w wieku 16 lat. 
Kasia Struss w styczniu 2010 roku znalazła się na liście Top 20 Modelek Dekady Vogue. Brała udział w kampaniach reklamowych marek: Miu Miu, Chloe, Alberta Ferretti, Dolce & Gabbana, Gucci, Valentino, Costume National, Jil Sander, Kenzo, Prada – Car Shoes, Mulberry.
Kasia Struss jest pierwszą Polką, która wzięła udział w kampanii reklamowej domu mody Dior. W 2010 Anna Wintour, redaktor naczelna, Vogue USA wybrała Kasię Struss do sesji w styczniowym i lutowym wydaniu amerykańskiego pisma. Wkrótce pojawiła się na trzech okładkach Vogue, w Portugalii, Korei i Grecji.
Jej zdjęcia pojawiają się m.in. we włoskich, francuskich, amerykańskich, niemieckich wydaniach magazynu „Vogue”, a także we francuskim Numéro, magazynach V i W, Ten Magazine oraz Dazed and Confused. W 2008 roku brytyjski Vogue przeprowadził z nią wywiad.
Pojawiła się na wybiegach projektantów takich jak: Prada, Louis Vuitton, Miu Miu, Versace, Roberto Cavalli, Fendi, Marc Jacobs, Viktor & Rolf, Calvin Klein, Dolce & Gabbana, Gucci, Givenchy, Chanel, Chloe, Christian Dior, Alexander McQueen, Balenciaga, John Galliano, Kenzo, Diesel, DKNY, Donna Karan, Burberry Prorsum, Alessandro Dell'Acqua, Sonia Rykiel, Julien MacDonald, Yves Saint Laurent, Balenciaga, Costume National, Jil Sander, Sinha Stanic, Jil Stuart, Loewe, Jens Laugesen, Amanda Wakeley, Wunderkind.
W czerwcu 2008 roku portal „Vogue” US uznał ją za najlepiej ubraną kobietę, pojawiła się wtedy na gali Vogue w kreacji Rodarte.
W rankingu na największą liczbę pokazów sezonu wiosna 2009 zajęła pierwsze miejsce. W 2009 roku magazyn „Polityka” (nr 1 2009) uznał Kasię Struss za Top Modelkę Roku 2009. W kwietniu magazyn „Playboy” uznał ją za jedną z Najseksowniejszych polskich modelek. Kasia zajęła 4. miejsce i była najmłodszą modelką w zestawieniu. W 2010 roku wzięła udział w 67 pokazach.
Struss podczas pokazu kolekcji wiosna-lato 2011 pojawiła się na wybiegu: Elie Saab, Chanel, Lanvin, Rick Owens, Givenchy, Stella McCartney. W 2013 i 2014 wystąpiła w pokazie marki Victoria’s Secret.